# Дискин, Иегошуа Лейб
Иегошуа Лейб Дискин (ивр. משה יהושע יהודה לייב דיסקין‎; 1 декабря 1818, Гродно — 22 января 1898, Иерусалим) — раввин, талмудист и чтец Танаха. Служил раввином в Ломже, Мендзыжец-Подляски, Каунасе, Шклове, Бресте и Иерусалиме, после переезда в Эрец-Исраэль в 1878 году. В 1881 году открыл в Иерусалиме «Детский дом Дискина».

## Биография
Родился 8 декабря 1818 года в Гродно, в те годы входившем в состав Российской империи. Его отец, Биньямин Дискин, был раввином в этом городе, затем Волковыска, а позже Ломжи.
Женился на Хинде Рахель, дочери раввина Бродера, и жил со своим тестем в Волковыске. Прошел обряд смиху в возрасте 18 лет и стал раввином вместо своего отца в Ломже в возрасте 25 лет.
Вторая жена Дискина, Сара, была известна как Брискер Реббецн. Она обладала острым умом и происходила из престижной семьи, берущей корни от Йехезкеля Ландау и Иошуа Цейтлина. Скончалась в 1907 году. Его брат Авраам Шмуэль, родившийся в 1827 году в Ломже, тоже стал раввином.

## Карьера раввина
В 1878 году оставил должность раввина в Бресте и переехал в Османскую Палестину где стал главным раввином в ашкеназской общине Иерусалима. В 1880-х годах ему предложили должность главного раввина Нью-Йорка, но он от неё отказался. Основал иешиву под названием «Шатер Моисея». Противостоял попыткам хаскалы ввести светские институты в Иерусалиме. Его сыном был Ицхак Йерухам Дискин.

## Детский дом Дискина
Старый ишув в те годы проживал в тяжёлых условиях. Преследования и болезни, от которых страдали евреи Эрец-Исраэль, побудили Дискина открыть дом для сирот в Старом городе, после того как он привёл детей-сирот в свой собственный дом. В 1881 году был открыт «Детский дом Дискина» (первоначально известный как «Дом сирот Дискина»). Из Еврейского квартала Иерусалима детский дом был перемещён на улицу Пророков за стенами Старого города. Вторая жена Дискина, Сара,, вложила 40 000 рублей на финансирование этого учреждения.

## Смерть и наследие
Скончался 23 января 1898 года. Похоронен на Еврейском кладбище на Елеонской горе в Восточном Иерусалиме. Улица Дискина в районе Шаарей-Хесед названа в его честь.